# Lina Mayr

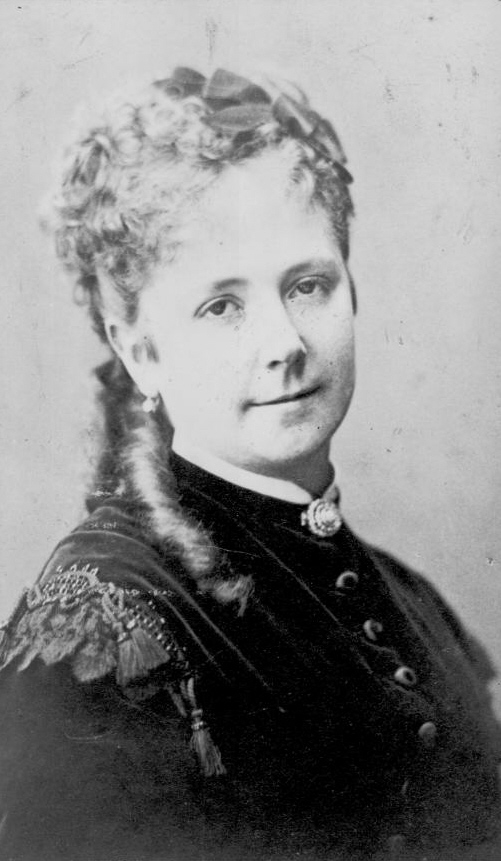
Lina Mayr

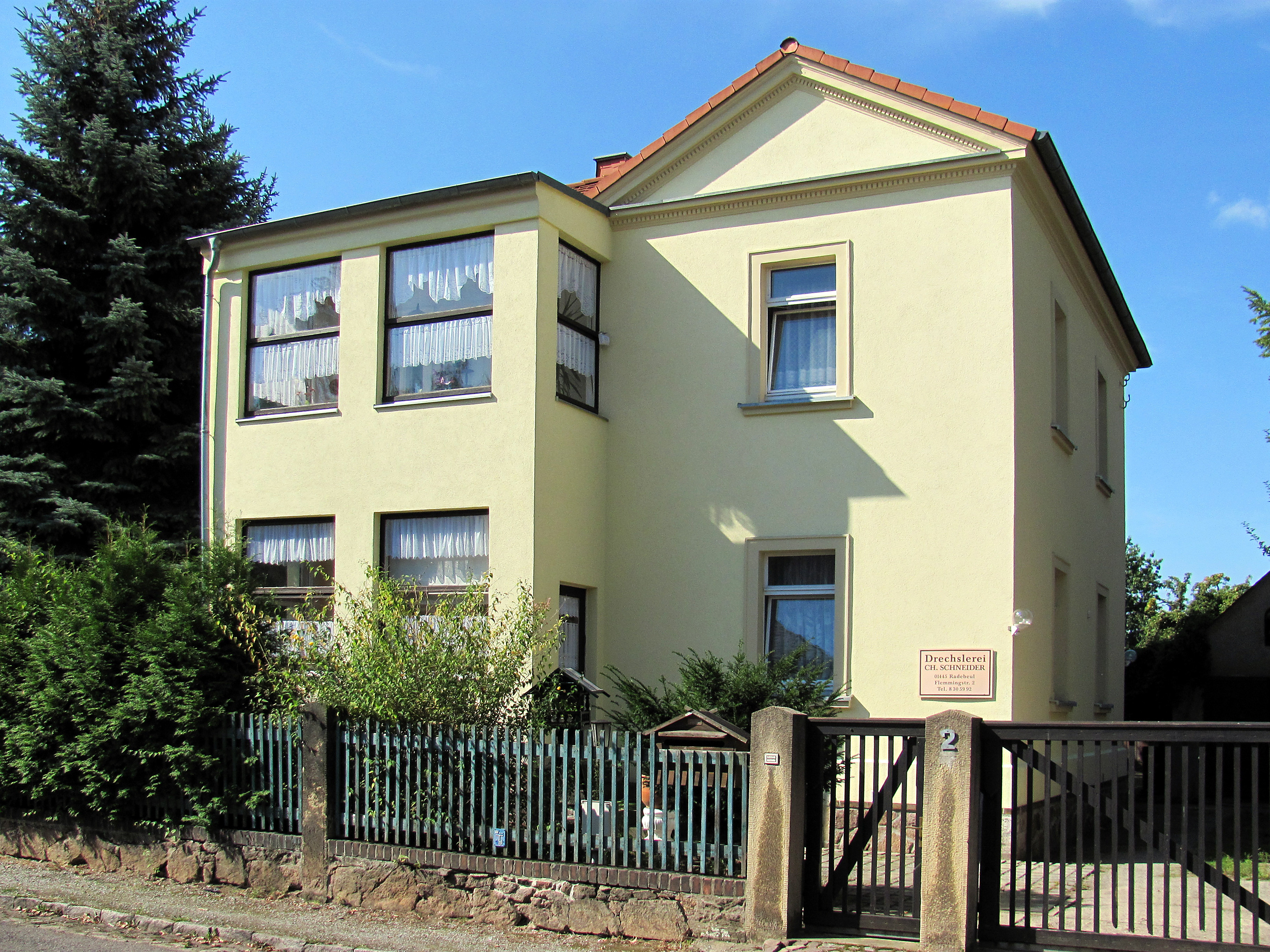
Mayrs Radebeuler Villa in der heutigen Flemmingstraße 2

Lina Mayr, auch Lina Mayer, (* 21. Juni 1848 in Wien; † 15. Dezember 1914 in Kötzschenbroda; Geburtsname Caroline Aloysia Schimper, genannt Mayr) war eine österreichisch-deutsche Operettensängerin (Sopran) und Theaterschauspielerin.

## Leben
Mayr hatte 1861 ihr Debüt als Soubrette in Linz, dann trat sie auf verschiedenen weiteren Bühnen Österreichs auf, um ab den 1870er Jahren am Friedrich-Wilhelm-Städtischen Theater in Berlin zu wirken. Besonders bekannt wurde sie durch ihre Sopranpartien in Operetten von Jacques Offenbach: als Bäuerin Boulotte in Blaubart, als Helena in Die schöne Helena oder auch als Handschuhmacherin Gabrielle im Pariser Leben, in welcher Rolle sie in Berlin mehr als 300 mal zu sehen war.
Zusätzlich ging sie später auf ausgedehnte Gastspielreisen durch deutsche Großstädte, die sie durch erfolgreiche Veranstaltungen in Nordamerika (Giroflé-Girofla), aber auch in St. Petersburg, ergänzte. Kritiker bezeichneten sie aufgrund ihrer „virtuosen Darbietungen“ als „…ein an die [Marie] Geistinger erinnerndes, mit Glücksgütern reich gesegnetes Talent“.
Mayr trat relativ früh von der Bühne ab, als sie den Dresdner Weinhändler Johann Wilhelm Theod. Bötger († 6. Januar 1889 in Dresden) heiratete. Sie trug seitdem den Namen Lina Bötger. Später zog Bötger nach Kötzschenbroda in die Louisenstraße 2 (heute Flemmingstraße 2). Bötger hinterließ keine Kinder.